# Antonio Petković
Antonio Petković (Šibenik, 11. siječnja 1986.), hrvatski vaterpolist i nacionalni reprezentativac. Trenutno igra za talijansku Veronu.
U sezoni 2014./15. igrao je za Acquachiaru iz Napulja s kojom je izborio završnicu Kupa LEN, što je bio najveći uspjeh u europskim međunarodnim klupskim natjecanjima tog kluba.
Kao igrač Verone u sezoni 2016./17. bio je najbolji strijelac regularnog dijela talijanske Serie A sa zabijenih 70 pogodaka. S Veronom je igrao i završnicu Eurokupa, u kojoj je bio i najbolji strijelac svojega kluba.
S hrvatskom nacionalnom vrstom osvojio je srebrna odličja na Svjetskom prvenstvu u Kazanju 2015. i na Olimpijskim igrama u Rio de Janeiru sljedeće godine, za što je odlikovan Redom Danice hrvatske s likom Franje Bučara. Za barakude je odigrao 5 međunarodnih susreta i pritom zabio 8 pogodaka.